# Osroes I.

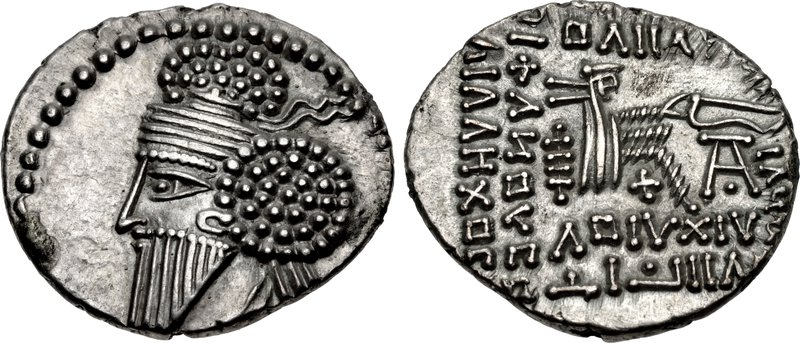
Osroes I.

Osroes I. (auf Münzen auch griechisch Chosroes) war ein parthischer König, der von etwa 109 bis 128 regierte. Die Chronologie seiner Regierungszeit ist gerade für den Beginn unsicher. Er war der Bruder seines Vorgängers Pakoros, mit dem er sich im Kampf um den Thron befand, bevor er sich um 109 durchsetzen konnte, nachdem Pakoros zuvor die Usurpation von Vologaeses II. niedergeschlagen hatte. Das Partherreich wurde demnach um 100 von schweren innenpolitischen Wirren geplagt.
Im Jahr 113 plante Kaiser Trajan einen Angriff auf Parthien. Vorwand war die Situation in Armenien, wo ein von parthischer Seite eingesetzter Herrscher (Parthamasiris, ein Sohn des Pakoros) als Nachfolger des Axidares (ebenfalls ein Sohn des Pakoros) regierte, was ohne Absprache mit Rom geschah und ein Bruch des Vertrags von Rhandeia des Jahrs 63 bedeutete. Osroes I. sandte im Jahr 113 Botschafter nach Athen, um den Kaiser umzustimmen und einen Krieg abzuwenden, erhielt aber keine klare Antwort.
Im folgenden Jahr kam es zum Partherkrieg. Trajan marschierte in Armenien ein, wo er auf keinen Widerstand stieß und wo Parthamasiris sich sofort ergab, kurze Zeit später aber umkam. In den folgenden Jahren wurden einige parthische Vasallenstaaten (Edessa) erobert, Armenia, Mesopotamia und Assyria als neue Provinzen eingerichtet, und im Jahr 116 eroberte er die Hauptstadt Ktesiphon. Darauf marschierte der römische optimus princeps Trajan bei seinem von 114 bis 117 dauernden Partherfeldzug in die Charakene, deren Herrscher sich auch sofort ergab. Kurz darauf kam es aber zu diversen Rebellionen im Rücken der Römer (unter anderem hatten sich die Juden erhoben). Nach dem Tode von Trajan verzichtete Kaiser Hadrian auf den Großteil der Eroberungen und nahm die Grenze zurück. Der von Trajan 116 in Seleukeia eingesetzte Marionettenherrscher Parthamaspates, ein Sohn des Osroes, floh zu den Römern.
Osroes I. hatte während seiner ganzen Regierungszeit nicht nur mit den Römern zu kämpfen, sondern auch mit einem Gegenkönig: Vologaeses III., der wohl vor allem im Osten des Reiches herrschte. Nach 128 ist Osroes I. nicht mehr auf Münzen belegt und Vologaeses III. scheint endgültig die Macht in Parthien übernommenen zu haben.